# Nioproban
Nioproban är en matematisk metod att kontrollera riktigheten av en utförd multiplikation. Den kan användas även vid addition och subtraktion samt, med en viss modifikation, vid division. Metoden grundar sig därpå, att varje i decimalsystemet uttryckt tal efter division med 9 ger till rest samma tal, som erhålls, om siffrornas summa divideras med 9. Så är till exempel resten till 722 lika med resten till 11, nämligen 2. Har man nu att beräkna till exempel produkten av 143 och 58 samt på vanligt sätt funnit denna vara 8 294, så bör, om räkningen är exakt, produkten av resterna till talen 143 och 58, sedan multipler av 9 frånskilts, vara lika med resten till 8 294. Skulle dessa rester genom verklig division med 9 bestämmas, så skulle räkningen bli ganska vidlyftig; men på grund av ovanstående vet man, att resten till 143 är 1 + 4 + 3 = 8, till 58 åter 5 + 8 − 9 = 4 och till 8 294 slutligen 8 + 2 + 9 + 4 − 18 = 5, varefter man omedelbart finner, att produkten av resterna 8 och 4 är 32, således, sedan 3 × 9 avdragits, lika med 5. Hade man vid multiplikationen erhållit till exempel 8 394, så hade resten här blivit 6, och nioproban hade då genast utvisat, att resultatet varit felaktigt. Ett felaktigt resultat kan dock erhållas, utan att nioproban ger sådant till känna. Så skulle till exempel resultatet 8 384 inte genom nioproban kunna konstateras vara felaktigt. Nioproban används även för att pröva, om ett givet tal är delbart med 9 eller ej. Så finner man till exempel omedelbart, att talet 1530 är jämnt delbart med 9, emedan siffrornas summa efter division med 9 ger 0 till rest.
Nioproban är antagligen av indiskt ursprung. Den begagnades flitigt av de arabiska matematikerna och vann genom dem insteg i Europa. Då den emellertid endast kan ange, om resultatet är felaktigt, men inte om det är rätt, hade den blott underordnad betydelse som kontrollmedel.